# 6501 Isonzo
A 6501 Isonzo (ideiglenes jelöléssel 1993 XD) a Naprendszer kisbolygóövében található aszteroida. Farra d'Isonzo fedezte fel 1993. december 5-én.